# Эшби, Фелисити
Фелисити Эшби (англ. Jane Felicity Ashbee; 22 февраля 1913 — 26 июля 2008) — британская мемуаристка, дочь Чарльза Роберта Эшби.
Провела детство в лондонском пригороде, а затем в Иерусалиме, где её отец работал в 1918—1922 гг. Вернувшись в Англию, училась в различных частных школах, затем в 1936 г. окончила Школу искусств Байема Шоу. Работала художником-плакатистом, была членом Коммунистической партии Великобритании. С началом Второй мировой войны поступила на военную службу в Королевские военно-воздушные силы. Утверждается, что именно Эшби засекла позывные самолёта, на котором в Великобританию перелетел Рудольф Гесс. В послевоенные годы главным образом преподавала изобразительное искусство в лондонских школах.
Известность Эшби связана с двумя мемуарными книгами, опубликованными ею в конце жизни, и рядом других публикаций о её семье и родственниках. В 2001 году вышла написанная ею биография её матери (англ. Janet Ashbee: Love, Marriage and the Arts and Crafts Movement) — прежде всего, ценный источник для изучения жизни отца Эшби и основанного им Движения искусств и ремёсел, но также и материал к биографиям некоторых других заметных фигур (в частности, брата матери, филолога Невилла Форбса). В 2008 г., незадолго до смерти Эшби, вышла её вторая книга, «Дитя в Иерусалиме» (англ. Child in Jerusalem). Ряд публикаций, в том числе в журнале «Советское фото», Эшби посвятила своему двоюродному деду Вильяму Каррику. Посмертно изданы воспоминания Эшби о её военной службе (англ. For the Duration: A Lighthearted WAAF Memoir; 2012).